# 勒拿河柱状岩自然公园
60°56′54.4″N 125°59′6.1″E / 60.948444°N 125.985028°E
勒那河柱状岩自然公园也作勒拿河风蚀柱自然公园，位于俄罗斯萨哈（雅库特）共和国中部的勒拿河（勒那河）畔，以拥有高达100米的壮观岩柱而著称。这些岩柱系该地区极端大陆性气候的产物，这里的年度温差可达近100摄氏度（冬天-60℃，夏季+40℃）。岩柱间连接部位由于受到霜冻粉碎作用形成深邃陡峭的冲沟，将岩柱相互隔离开，加上地表水渗透及河流影响，造成岩柱之间的冲沟进一步扩大，形成奇特的柱状岩。此外，该地区还包含了大量寒武纪生物化石遗迹。2012年被列入世界自然遗产。